# Одежда в Индии

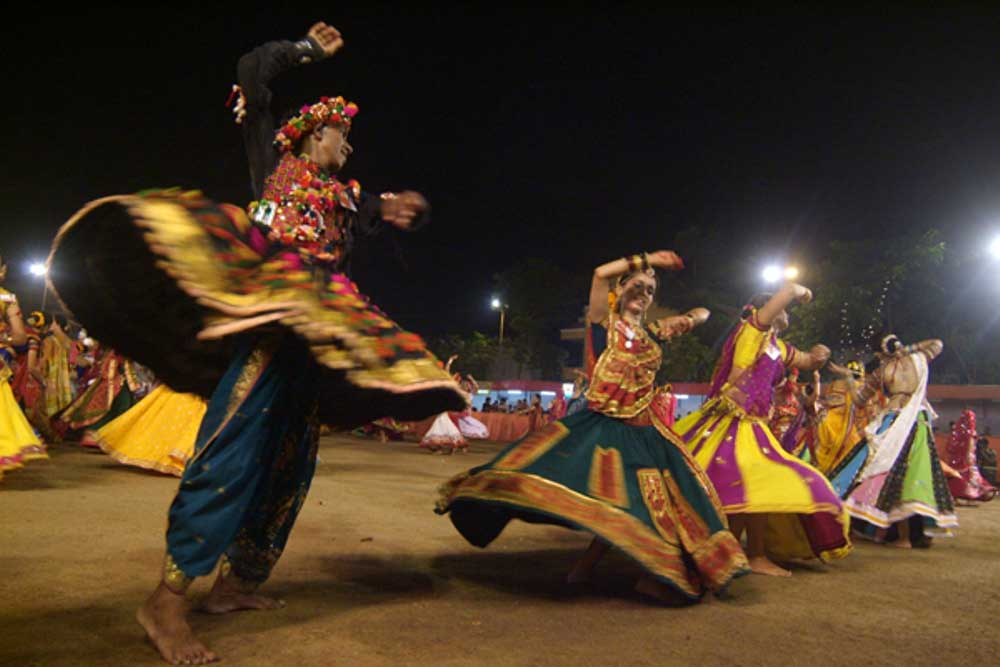
Женщина и мужчина, исполняющие танец гарба во время празднования Наваратри в Ахмадабаде

Индийская одежда — совокупность всех видов одежды, которые производят и носят в пределах Индии, которые являются неотъемлемой частью индийской культуры и мира.
Одежда в Индии меняется от региона к региону и зависит от этнических, географических и климатических особенностей региона, а также от культурных традиций населяющих её народов. Исторически мужская и женская одежды развились из простых лангот (индийские набедренные повязки для мужчин) и обычных набедренных повязок до хорошо продуманных костюмов, которые окутывают всё тело, используемых не только для повседневного ношения, но и по случаю праздников, а также для исполнения ритуалов и танцев. В городах почти все слои населения носят одежду западного образца. Индийская одежда имеет великое разнообразие цветов и материалов. Цветовой код зависит от религиозных и ритуальных обоснований. Например, у индусов ношение белой одежды — это признак траура, а у парсов и христиан одежду такого цвета обычно надевают на свадьбу.

## История

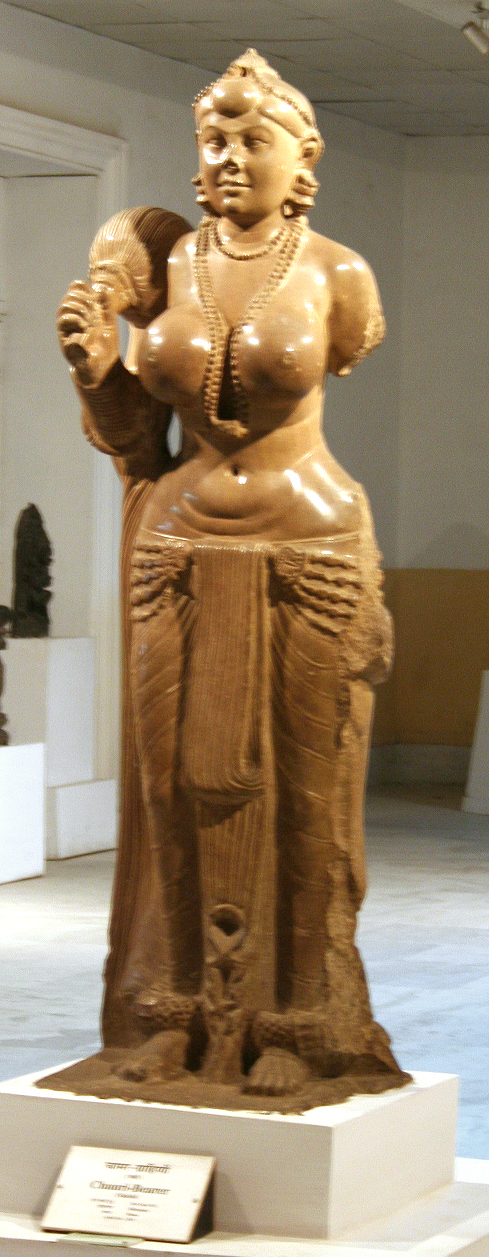
Дидаргандж Якши, одетая в дхоти

Индийские исторические записи об одежде уходят своими корням в 5 тысячелетие до н. э. в Индскую цивилизацию, которая умела производить хлопчатую ткань. Во время раскопок были обнаружены костяные иглы и деревянные веретёна. В древней Индии производство хлопчатой ткани было очень развито, и несколько способов её производства дошли до наших дней. Геродот, древнегреческий историк, описал индийский хлопок как «шерсть более красивую и добрую, чем овечья». Индийская одежда из хлопка было очень удобна для сухого и жаркого лета субконтинента. Большинство знаний о древнеиндийской одежде идёт от наскальных рисунков и скульптур горных пещер, таких как в Эллоре. На этих рисунках изображены танцоры и богини, одетые в дхоти, который является предшественником современного сари. Высшие касты носили одежду из муслина, расшитую золотыми орнаментами. Индской цивилизации также был известен процесс производства шёлка. Недавнее исследование хараппских шёлковых ниток с бусинками показали, что шёлк был сделан благодаря процессу наматывания, который был известен только в Китае до ранних веков н. э.
По словам древнегреческого историка Арриана:

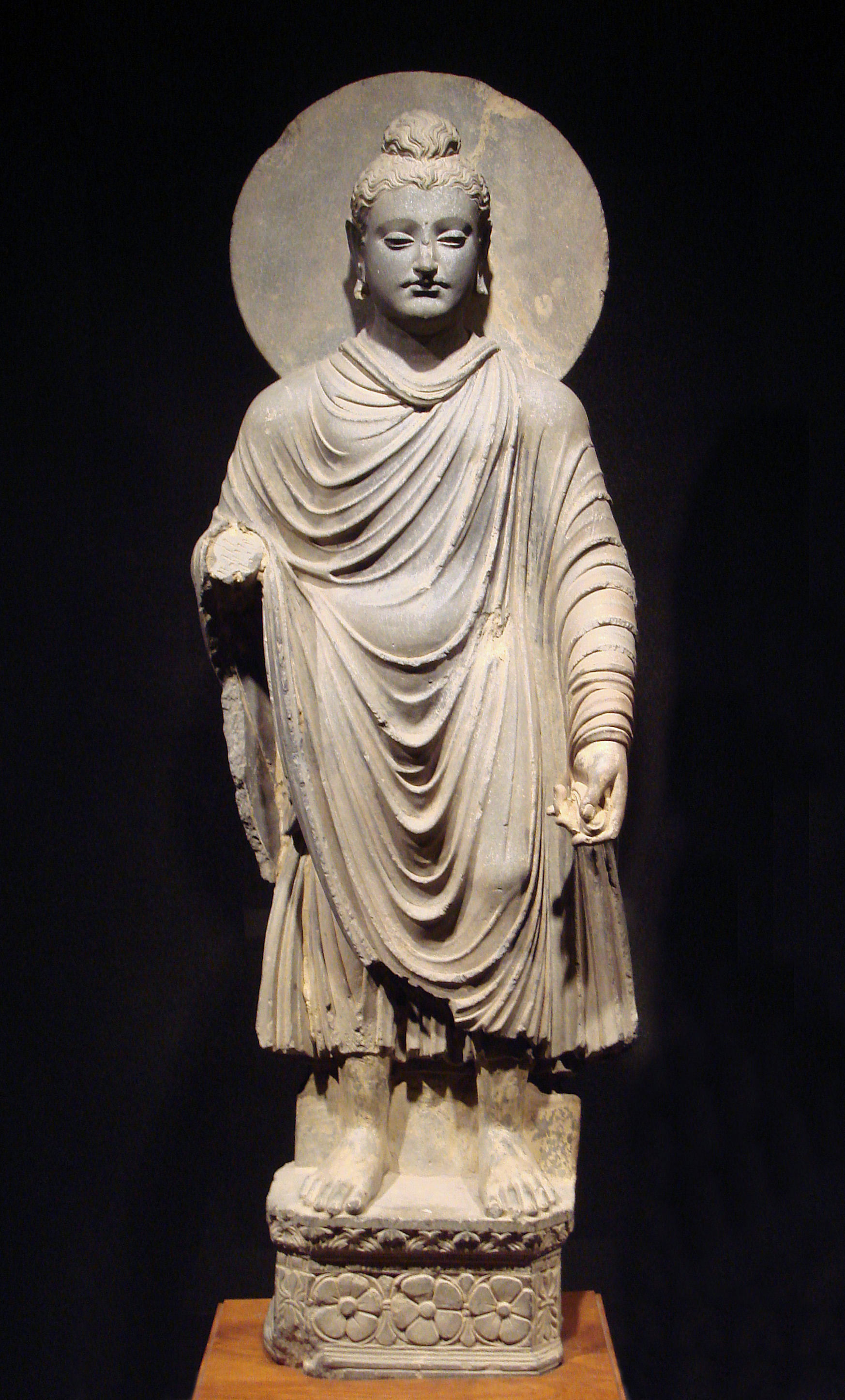
Будда Шакьямуни в греко-буддистком стиле, первое-второе столетия до н. э., Гандхара (современный восточный Афганистан)

Индусы носили льняную одежду, как сказал Неарх, сделанную из льна, взятого из дерева. И этот лён был или белее других видов льна, или люди, будучи чёрными, делали его белым. У них были платья, которые имели разную длину: от колен до лодыжек и одежда, часть которой закидывали через плечо и покрывали голову. Более обеспеченные индусы носили серьги из слоновой кости. Неарх говорил, что индусы окрашивают свои бороды в разные цвета: некоторые могли быть белее белого, другие тёмно-синие, красного, фиолетового, зелёного. Люди любого класса имели зонтики, которые они использовали летом. Они носили туфли, искусно сделанные из белой кожи, и подошвы этих туфлей были разноцветными и высокими, чтобы те, кто их носит, казались выше ростом.
Около I века н. э. в Индию вторгались как племена из Центральной Азии, так и персы, и греки, которые оказали огромное влияние на её культуру. В греко-буддистском искусстве особенно заметно индо-греческое влияние того времени. Будда изображался одетым в греческий гиматий, который является предшественником современного самгхати (saṃghāti), что является частью kasaya буддистских монахов. Во времена империи Маурьев и государства Гуптов люди продолжали носить несшитую одежду как и в ведийские времена. Главными атрубутами одежды того времени были антарья (antariya), сделанная из белой хлопчатой ткани или муслина, которая подвязывалась в области талии перевязью, называемой каябандхой (kayabandh) и шарфом, называемый уттарья (uttariya), который использовался, чтобы накидывать на верхнюю часть тела.
Новые торговые маршруты, как по морю, так и по суше, стали причиной культурного обмена Индии со странами Центральной Азии и Европы. Римляне принесли в Индию цвет индиго для окрашивания тканей и хлопчатую ткань как предмет одежды. Торговля с Китаем по Великому шёлковому пути привела к появлению шёлковой ткани в Индии. Китай монополизировал торговлю шёлком и долгое время сохранял секрет его производства. Однако, эта монополия окончилась, когда, по данным легенды, китайскую принцессу, в головном уборе которой находились семена тутового дерева и шелкопряды, выдали замуж за короля Хотана (ныне — Синьцзян-Уйгурский автономный район). Из этого следует, что производство шёлка распространилось по всей Азии и к 140 году н. э., практически, было налажено в самой Индии. В Артха-шастре — трактате Чанакьи о государственном управлении, написанном в третьем столетии до н. э., кратко описываются нормы создания шёлковой ткани.

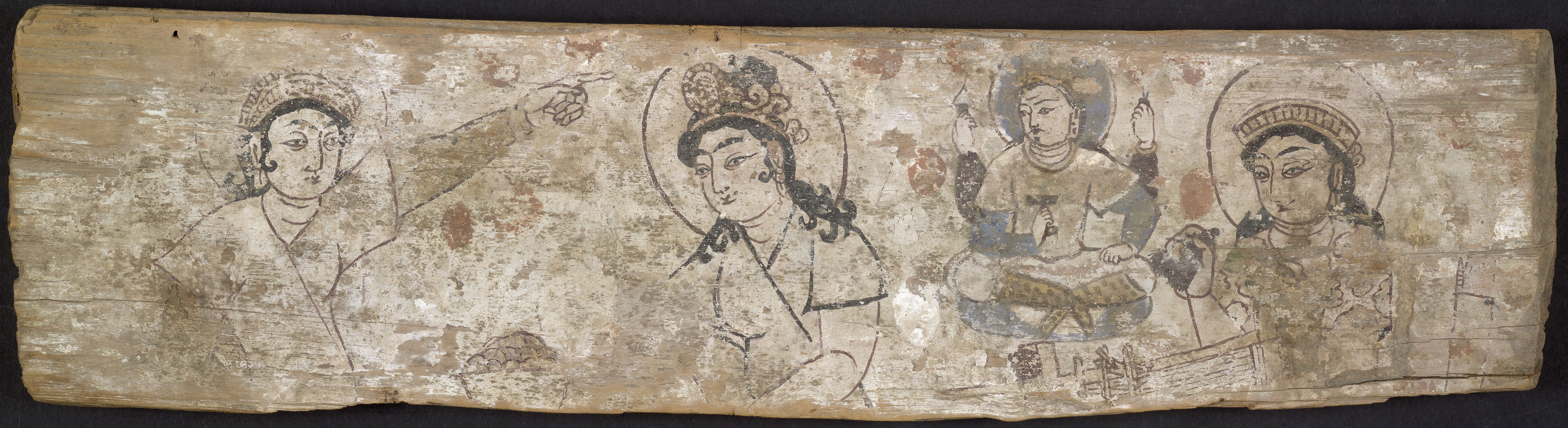
Живопись на деревянной панели, найденной Аурелем Стейном в Dandan Oilik. На этой панели изображена легенда о китайской принцессе, которая спрятала в своём головном уборе яйца шелкопрядов и переправила их из Китая в королевство Хотан

В древней Индии существовало множество ткацких техник, многие из которых дошли до наших дней. В каждом регионе страны существовали свои способы производства шёлка и хлопка, благодаря которым получали ткань, чей стиль и внешний вид были уникальными для данного региона. Наиболее известными среди этих ткацких стилей были джамдани (jamdani), касика-вастра (kasika vastra) из Варанаси, бутидар (butidar) и илкал-сари ( ilkal saree). Парча из шёлка выполнялась золотыми и серебряными нитями и находилась под глубоким влиянием персидского стиля. Моголы сыграли важную роль в повышении уровня искусства, яркими примерами которых могут служить пейсли и латифа-бути (latifa buti).
Окрашивание тканей в древней Индии было как одна из форм искусства. В древней Индии существовало 5 простых цвета — суддха-варнас (suddha-varnas). Сложные цвета категоризировались по их оттенкам и назывались мисра-варнас (misra-varnas). Восприятие тонких оттенков было описано в древнеиндийском трактате Вишну-дхармоттара-пурана, в котором говорилось о пяти тонов белого цвета, каждый из которых имел своё название: слоновая кость, жасмин, августовская луна, августовское облако после дождя и ракушка. Обычно использовали цвета индиго (nila), ярко-красный и жёлтый из сафлора красильного. Техника протравы была распространена по всей Индии ещё со второго тысячелетия до н. э.. Такие техники как окрашивание резиста и каламкари (kalamkari) были чрезвычайно популярны, а ткани, окрашенные в этом стиле, были одним из главных экспортных товаров Индии.
Неотъемлемой частью истории индийской одежды является кашмирская шаль. Разнообразие кашмирских шалей включает в себя шахтуш (shahtoosh) и пашмину (pashmina) (шерстяной платок). В английском языке шахтуш известен также как «ring shawl», а пашимну исторически называют «пашм» (pashm). Упоминания о шерстяных тканях, связанных с Кашмиром, идут ещё с ведийских времён: в Риг-ведах говорится о долине Синдх (Sindh), в которой разводили овец и о боге Пушане, который рассматривается там как «ткач одежды». Шерсть из той самой долины стала называться «пашмом» (пашм — им. п., ед. ч.). Шерстяные платки упоминались в афганских текстах третьего столетия до н. э., но ссылки на кашмирские работы были сделаны в XVI веке н. э. Султана Кашмира Zain-ul-Abidin считают основателем этой отрасли. Ктесий писал, что римский император Аврелиан получил пурпурный паллий от персидского царя, который был сделан из азиатской шерсти прекрасного качества. Платки были окрашены в красный и пурпурный. Красную окраску производят из кошенили, а пурпурный получают, благодаря смешению красной и синий краски из индиго. Наиболее дорогими кашмирскими платками являются джамавар (jamavar) и каника джамавар (kanika jamavar), которые сотканы с использованием катушек с окрашенными нитями, называемые кани (kani). На создание одного такого платка может уйти более 1 года и потребоваться от 100 до 1500 кани, в зависимости от степени сложности самой работы.
В древние времена Индия торговала своими тканями с Китаем, Юго-Восточной Азией и Римской империей. В перипле Эритрейского моря упоминаются мальвовая ткань, муслин и грубый хлопок. Такие портовые города как Мачилипатнам и Бхаруч стали широко известны из-за их производства муслина и других тканей отличного качества. Торговля с арабами, которые были посредниками в торговом маршруте «Дорога специй» между Индией и Европой, способствовала появлению индийских тканей в Европе, где они так были любимы королевскими монаршими дворами XVII—XVIII веков. Голландская, Французская и Британская Ост-Индские компании боролись за монополию в торговле специй по Индийскому океану, но при этом существовала проблема, связанная с оплатой специй, которая осуществлялась в виде золота или серебра. Для решения этой проблемы в Индию были отправлены золотые слитки, которые использовались при торговле индийских тканей, большая часть которых была продана в обмен на специи в других торговых точках. Впоследствии, эти специи вместе оставшимися индийскими тканями были проданы в Лондоне. Индийские ткани такие, как ситец и муслин с рисунками, а также узорчатый шёлк, наводнили британский рынок, что позволило в то время британским текстильным мануфактурам скопировать на искусственных принтах индийские рисунки, тем самым уменьшив зависимость от индийского производителя.
Британское правление в Индии и последующая первая неудачная попытка раздела Бенгалии стали причиной появления национально-освободительного движения Свадеши. Одной из главных целей этого движения было достижение самодостаточности и продвижение индийских товаров на рынке, бойкотируя британские. Это было идеализировано в производстве кхади. Кхади и её продукция всячески поддерживалась национальными лидерами Индии в противовес британским товарам и рассматривалась как способ расширения возможностей сельских ремесленников.

## Традиционная одежда

### Женская одежда
В Индии женская одежда имеет множество видов и тесно связана с местной культурой, религией и климатом.
Традиционной одеждой для женщин Северной и Западной Индии являются сари или гагра-чоли (лехенга-чоли), в то время как женщины в Южной Индии носят сари, а девочки патту-павадай. Сари, сделанное из шёлка, считается наиболее изящным. Мумбаи, ранее известный как Бомбей, — одна из модных столиц Индии. Традиционную одежду, как правило, носят в сельских районах Индии. Женская одежда сари — длинное полотно окрашенной ткани, которое драпируется в простые или причудливые кофточки. Маленькие девочки носят паваду. И сари, и павада очень часто имеют красивые узоры. Бинди — часть женского макияжа. Индо-западная одежда — это сплав западной и индийской субконтинентальной мод. Чуридар, дупатта, кхара-дупатта, гамуча, курта, мундум-нерьятхум и шервани среди прочих.
В Индии имеются чёткие различия между традиционной мужской и женской одеждой. Это особенно видно в сельских местностях, хотя в городах, из-за влияния западной моды, уже нет таких строгих отличий. Девочки до половозрелого возраста носят длинную юбку, называемую ланга (павада в Андхре) и короткую кофточку, именуемую чоли.

#### Сари

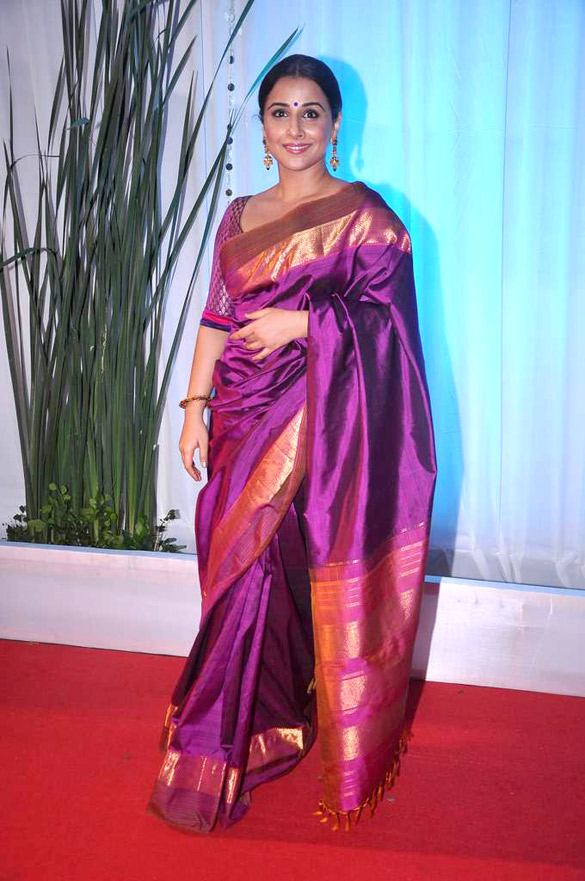
Видья Балан, одетая в шёлковое сари

Сари — женская одежда на Индийском субконтиненте. Сари — это длинное полотно несшитой ткани, длина которой может быть 4-9 м, что позволяет окутывать всё тело в любом стиле. Существуют различные традиционные типы сари: самбалпури-сари (sambalpuri saree) из Восточной Индии, канчипурам из Южной Индии, пайтхани (paithani) из Западной Индии и банараси-сари (banarasi saris) из Северной Индии. Общим для всех сари стилем является обмотка вокруг талии, после чего одним концом покрывается плечо. Сари обычно носится поверх нижней юбки. Кофточка может быть с низким вырезом или быть форме блузки с бретельками. Существует много сари с большим количеством украшений, такие как вышивка и зеркальца. Такие сари надевают по особому случаю. Женщины, служащие в вооружённых силах Индии, носят униформу «сари», где рубашку с короткими рукавами заворачивают у талии. Девочки-подростки носят полусари, которое состоит из ланги, чоли и палантина, окутывающий подобно сари. Взрослые женщины обычно носят полное сари.
Сари известно под разными именами в разных регионах Индии. В Керале белое сари с золотой полоской известно как каванис (kavanis) и его носят только по особым случаям. Простое белое сари носится повседневно и называется мунду (mundu). В Тамилнаде сари называют как пудавай (pudavai), а в Карнатаке — купсас (kupsas).

#### Лехенга-чоли (Гагра-чоли)

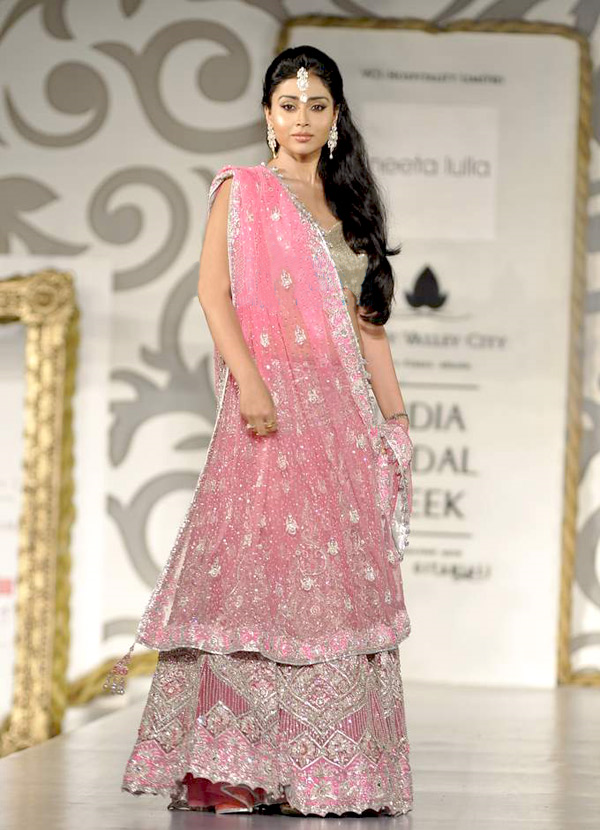
Украшенное вышивкой розовое гагра-чоли

Гагра-чоли или лехенга-чоли — традиционная одежда женщин Раджастхана и Гуджарата. Пенджабские женщины также носят их и даже используют в некоторых народных танцах. Этот костюм является сочетанием лехенги, облегающего чоли и одхани (odhani). Лехенга — это форма длинной юбки, которая имеет складки. Обычно лехенга украшена или имеет большие полосы внизу. Чоли — это кофточка, обычно скрытая, которая прилегает к телу и имеет короткие рукава и глубокое декольте.
Женщины носят разные стили гагра-чоли, начиная от простых хлопковых лехенга-чоли как повседневная одежда и заканчивая традиционной гагрой с зеркальными украшениями, которую обычно носят на празднике Наваратри для танца гарба или полностью украшенную лехенгу во время брачной церемонии, которую надевает невеста.
Популярными среди незамужних женщин, кроме шальвар-камиза, также являются гагра-чоли и ланга-одхани.

#### Шальвар-камиз
Шальвар-камиз — традиционная одежда женщин Пенджаба, Харьяны, Химачал-Прадеша и Кашмира, ставший наиболее популярным платьем для женщин. Шальвар-камиз состоит из широких брюк (шальвар), который сужен в районе лодыжек и туники (камиз). Его часто неверно называют «Пенджабский костюм» или просто «шальвар» на севере и «чуридар» на юге страны. Женщины в большинстве случаев носят вместе с шальвар-камизом дупатту или одани (odani), чтобы покрывать голову или плечи. Покрывание головы и плеч в Индии было введено мусульманами и происходит от Исламской эпохи и старо-персидской культуры. Такое явление обычно для Пакистана и Афганистана. Материал для дюпатты обычно зависит от костюма и, как правило, это хлопок, жоржет, шёлк и шифон. Это платье носит почти каждая девочка-подросток вместо западной одежды. Шальвар-камиз наиболее привычен для северо-западной части Индии. Многие актрисы носят шальвар-камиз в фильмах Болливуда.

#### Чуридар-курта
Чуридар — это вариант сальвара, который свободен до колени и потом подогнан до икр. Сальвар — это мешковатая пижама со складками, которая сужается в районе лодыжек, тогда как в чуридаре от колен собираются складки и заворачиваются у лодыжек. Обычно, длинную курту, которая доходит до колен, носят с чуридаром. 

#### Патту-павадай

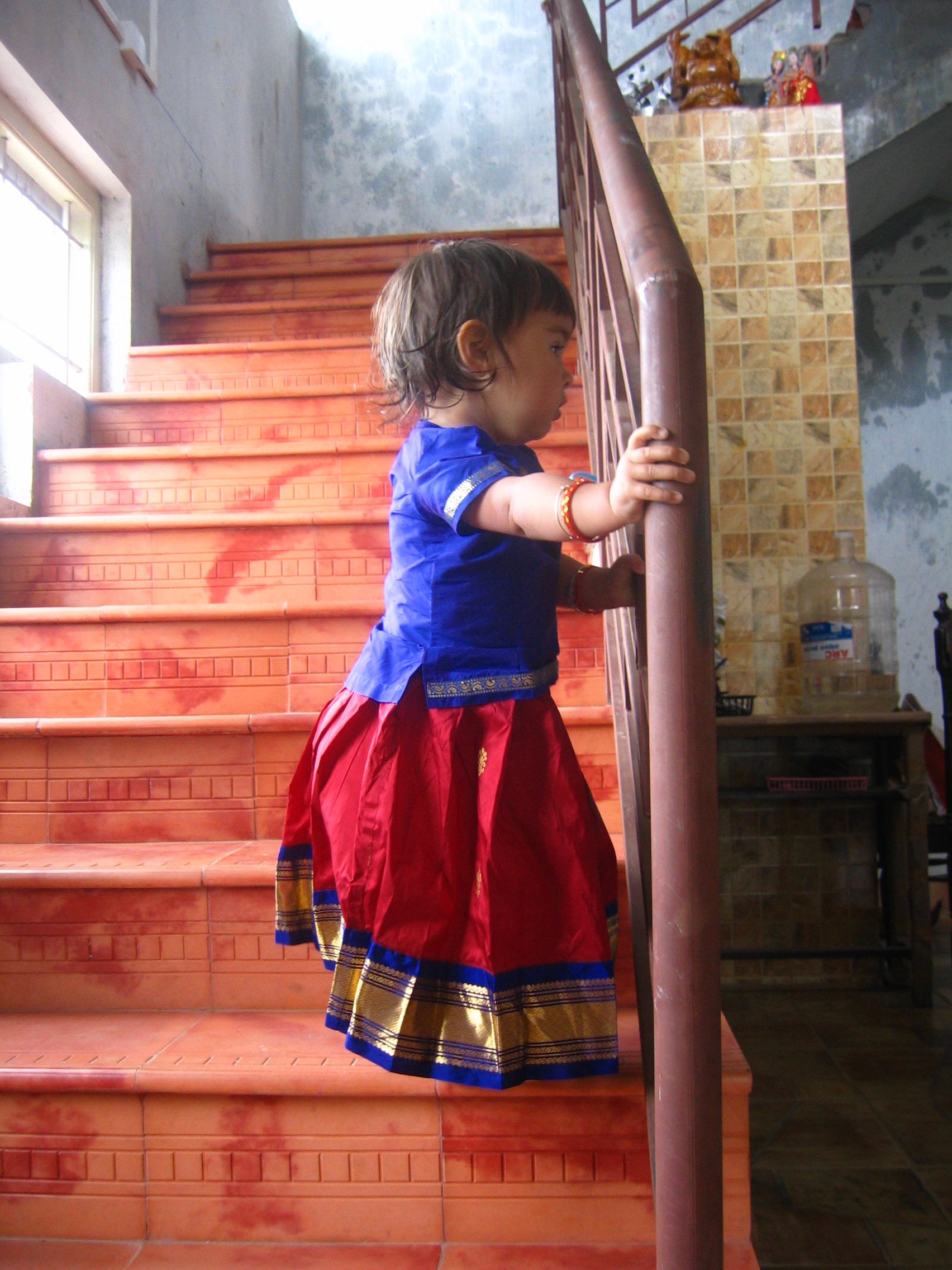
Девочка, одетая в патту-павадай

Патту-павадай (на тамильском) или ланга-давани (на языке каннада), или ланга-они (на языке телугу) — традиционное для Южной Индии платье, которое обычно носят маленькие девочки и девочки-подростки. Павада обычно сделана из шёлка и имеет коническую форму, чьи концы свисают до самых пальцев ног. Обычная павада имеет золотую линию в самом её конце на уровне ступней.
Девочки в Южной Индии часто носят патту-павадай или ланга-давани во время традиционных торжественных церемоний.

#### Мундум-нерьятхум

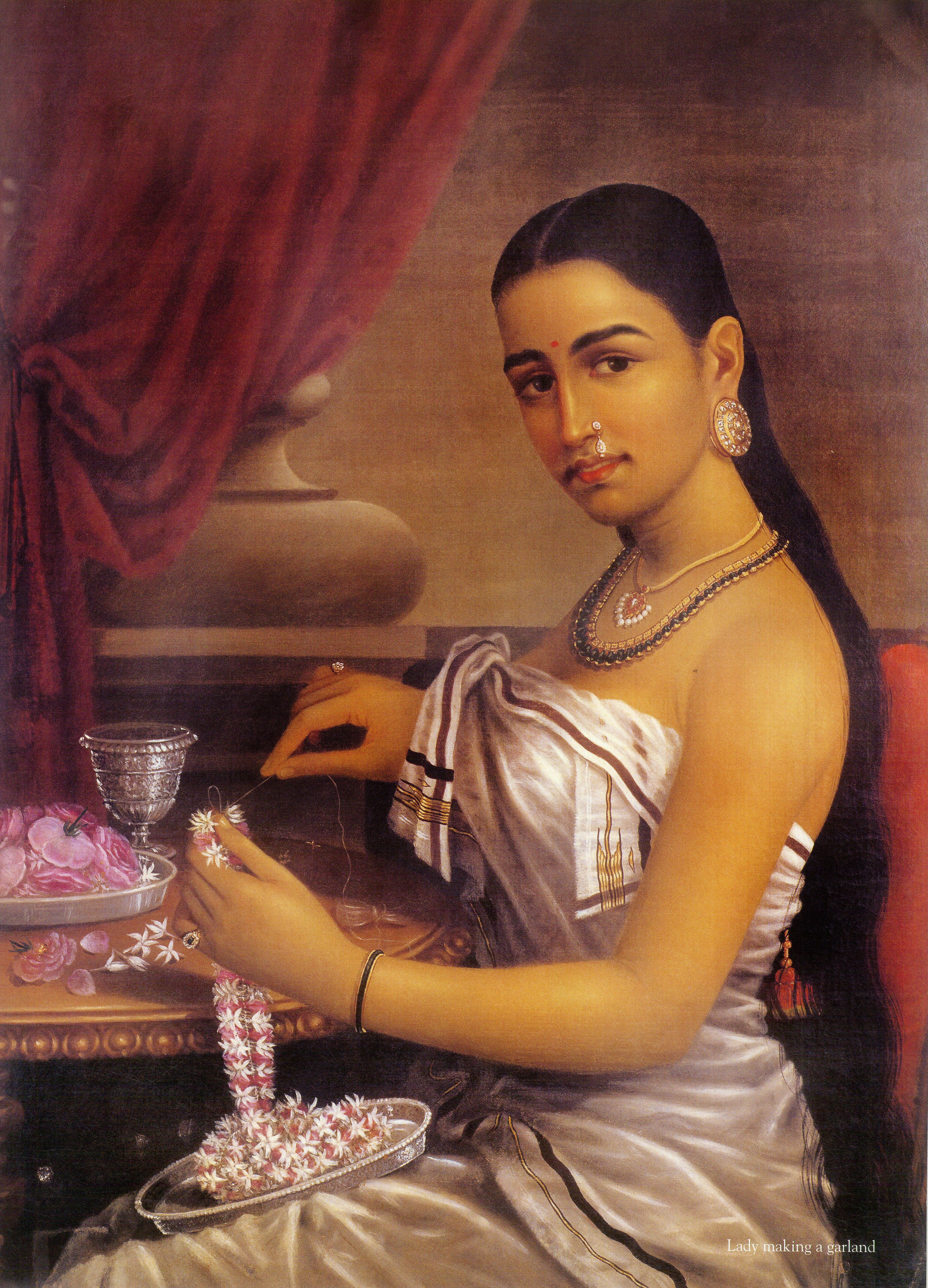
Картина, изображающая женщину, одетую в мундум-нерьятхум

Мундум-нерьятхум — наиболее древняя форма сари, которая покрывает только нижнюю часть тела, в том числе грудь и живот. Это традиционное платье женщин из Кералы в Южной Индии. Основная традиционная часть — это мунду, или нижняя часть мундум-нерьятхума, который является древней формой сари, называемый «тхуни» (ткань) на языке малаялам, в то время как нерьятху — верхняя часть мунду.

#### Мекхела-чадор
Мекхела-чадор (ассам. মেখেলা চাদৰ) — традиционное платье ассамских женщин всех возрастов. Это платье состоит из трёх главных частей, которые драпируются вокруг всего тела.
Нижняя часть, обматываемая вокруг талии, называется мекхелой (ассам. মেখেলা). Мекхела имеет форму саронга — очень широкая цилиндрическая ткань, которая скручена в складки, которые подогнаны и подворочены вокруг талии. Складки находятся на правой стороне, как противовес стилю Ниви в сари, чьи складки на левой стороне. Ленты не используются для подвязывания мекхелы вокруг талии, хотя нижняя юбка имеет ленты для подвязки.
Верхняя часть платья называется чадор (или садор) (ассам. চাদৰ) — очень длинная ткань, один конец которой подворочен к верхней части мекхелы, а остальная часть покрывает верхнюю часть тела. Чадор имеет треугольные складки. Облегающая кофточка надевается поверх груди.
Третья часть платья называется риха, которая надевается на чадор. Риха — очень узкая. Это традиционное платье ассамских женщин известно оригинальными узорами. Женщины одевают их во время важных религиозных и церемониальных событиях брака. Риха одевается точно также как и чадор и используется как орни.

### Мужская одежда
Традиционной одеждой для мужчин в Индии считаются шервани, лунги, курта, дхоти или пижама.

#### Дхоти
Дхоти — шестифутовое белое хлопковое полотно. Это традиционное одеяние, главным образом, носят мужчины в деревнях. Дхоти держится благодаря поясу, охватывающий талию, который может быть как с орнаментами и узорами, так и простым.
В Южной Индии мужчины носят длинный белый саронг, похожий на простыню из ткани, которая известна как мунду. В северных и центральных индийских языках, таких как: хинди, маратхи и ория, они называются дхотхи, в то время как на телугу имеет название как панча, а на тамильском зовутся вешти, на языке каннада — панче/лунги. Поверх дхоти мужчины носят рубашки.

#### Лунги или Мунду

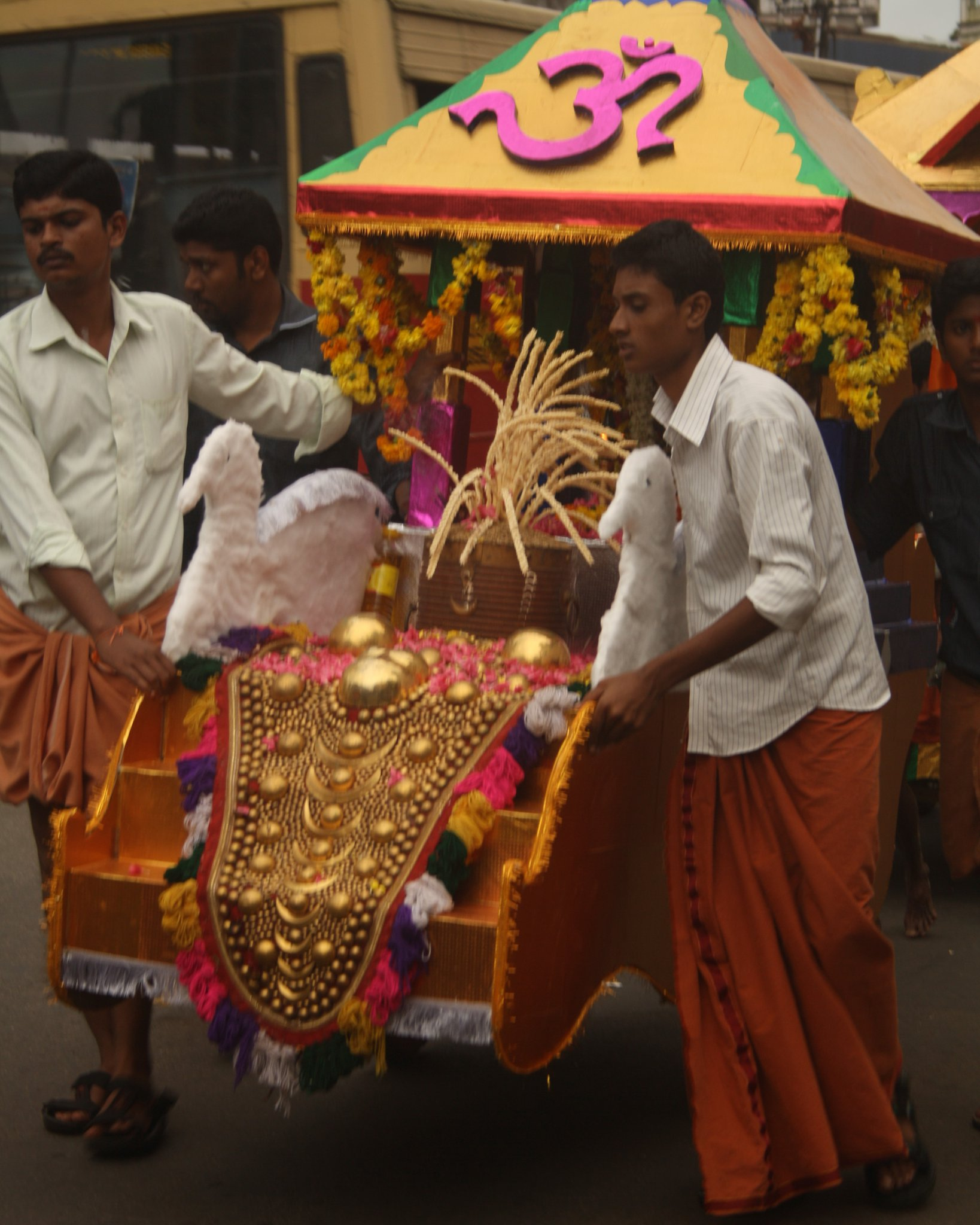
Мужчины в лунги

Лунги, известный также как саронг — традиционная одежда в Индии. Мунду — это по сути лунги, который отличается от него тем, что он полностью белого цвета. Его могут подворачивать к талии и длина сокращается до уровня колен или оставить свободным, где длина достигает лодыжек. Обычно мунду подворачивают, когда человек работает на поле или в цеху и оставляет открытым как знак уважения, находясь в местах поклонения или, когда человек находится рядом с сановником.
Лунги, в основном, существует в двух типах: открытое лунги и сшитое лунги. Открытое лунги — это простое полотно из хлопка или шёлка, тогда как сшитое лунги имеет два открытых конца, которые сшиты вместе в виде трубки.
Хотя лунги по-большей части носят мужчины, пожилые женщины также предпочитают его носить вместе с другими видами одежды с хорошей аэрацией. Лунги наиболее популярен в Южной Индии, хотя также можно увидеть в этой одежде людей в таких странах, как Бангладеш, Бруней, Индонезия, Малайзия, Мьянма, Сомали из-за очень жаркого и влажного климата, который не даёт возможности с комфортом носить брюки, хотя их всё чаще используют для официальных нарядов.

#### Шервани

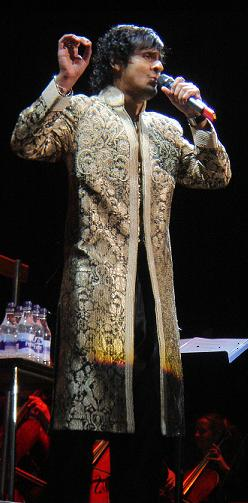
Сону Нигам, одетый в шервани на концерте

Шервани — это длинный пиджак, который застёгивается пуговицами. Его длина обычно доходит до колен, но иногда может достичь икр. Этот пиджак имеет воротник Неру , который не свёрнут, как обычный. Шервани носят с обтягивающими штанами или брюками, называемые «чуридар». Чуридар — это брюки, которые свободны в районе бёдер, но в районе лодыжек являются уже обтягивающими. Шервани обычно надевают женихи на свадебную церемонию, при этом он обычно молочного, золотого цветов и цвета светлой слоновой кости, а также может иметь золотистую или серебристую вышивку. Иногда с шервани носят шарф.

#### Головные уборы
Индийский тюрбан или пагри носят во многих регионах страны, включая разные стили, в зависимости от места. Другие типы головных уборов, такие как taqiyah и Ганди, носят различные сообщества внутри страны для того, чтобы обозначить приверженность к определённой идеологии или интересу.

##### Дастар

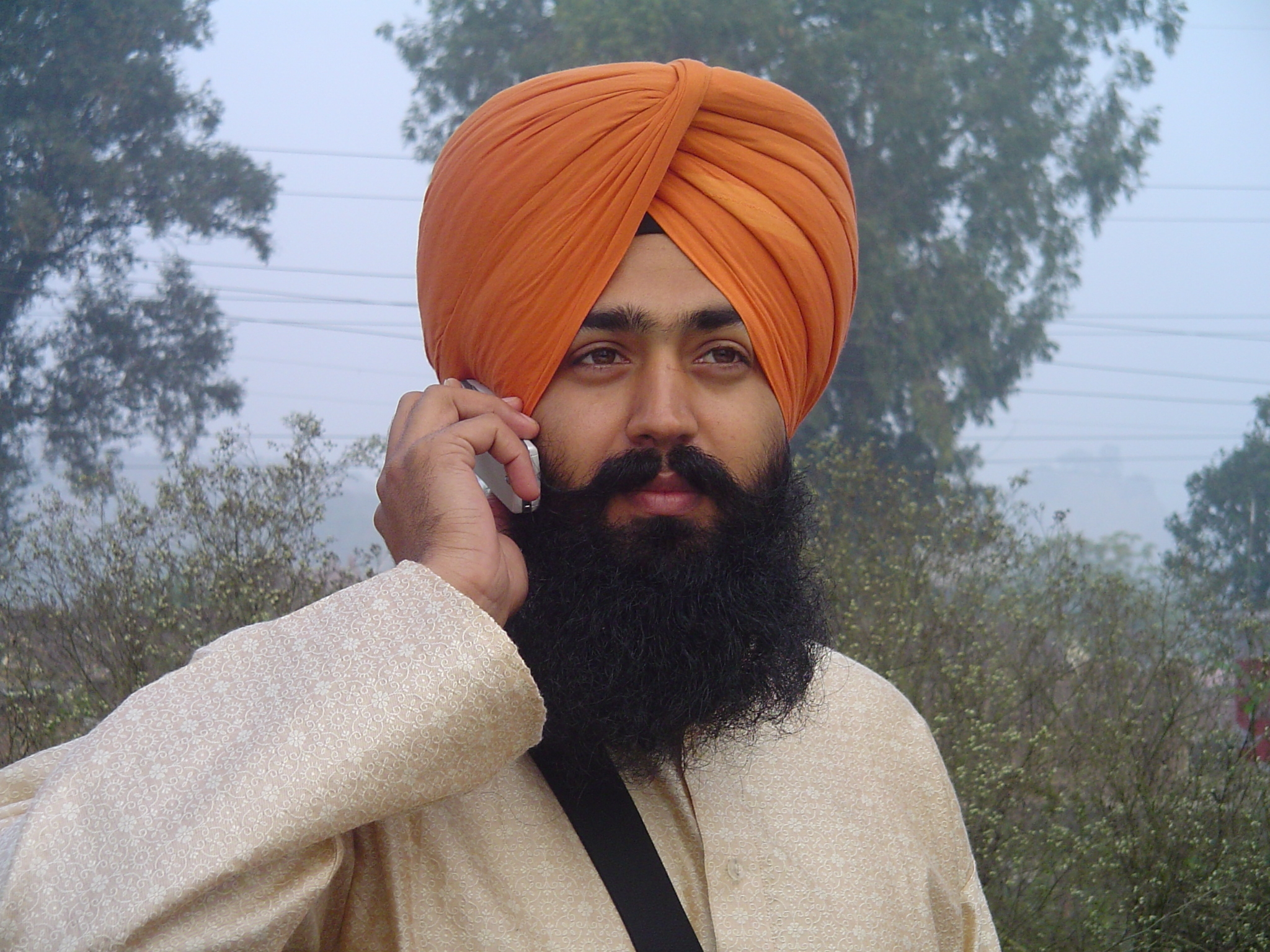
Сикх в тюрбане-дастар

Дастар, также известный как пагри — тюрбан, который носят сикхи в Индии. Символ веры, представляющей такие ценности как доблесть, честь и духовность. Сикхи его носят, чтобы защитить свои длинные нестриженые волосы — кеш. Кеш — один из «Пяти К» в сикхизме. Со временем дастар развился в различные стили, принадлежащим к разным сикхским общинам, к таким как Ниханг (Nihang ) и Намдхари (Namdhari).

##### Пхета
Пхета — это название тюрбана на языке маратхи, который носят в штате Махараштра. Его обычно надевают на традиционные церемонии или определённые случаи. В прошлом пхета был обязательным атрибутом одежды и со временем развился в разнообразные стили в разных регионах Индии. Основные его типы — это пунери-пагади (puneri-pagadi), колхапури (kolhapuri) и мавали-пхета (mawali pheta).

##### Майсур-пета

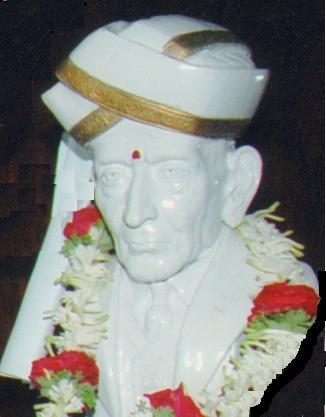
Бхарат Ратна Мокшагундам Вишвешварайа в традиционной майсур-пете.

Первоначально этот головной убор носили бродяги из Майсура во время официальных встреч в дурбаре (durbar), в церемониальных процессиях во время празднеств и при встрече иностранных сановников. Майсур-пета стал обозначать культурную традицию Майсура и района Кодагу. Майсурский университет сменил обычные квадратные академические шапочки, используемые на выпускной церемонии студентов, на традиционную пету.

##### Раджастхани-пагари
Тюрбаны в Раджастхане называются пагари. Они различны по стилю и цвету, и определяют касту, социальный класс и регион носителя. В жарких и сухих регионах тюрбаны широкие и просторные. Паггар традиционен для Мевара, а сафа для Марвара. Цвет для пагари имеет особое значение. В прошлом шафрановый цвет обозначал доблесть и галантность. Белый цвет означал траур. Обмен тюрбанами означал бессмертную дружбу.

##### Ганди

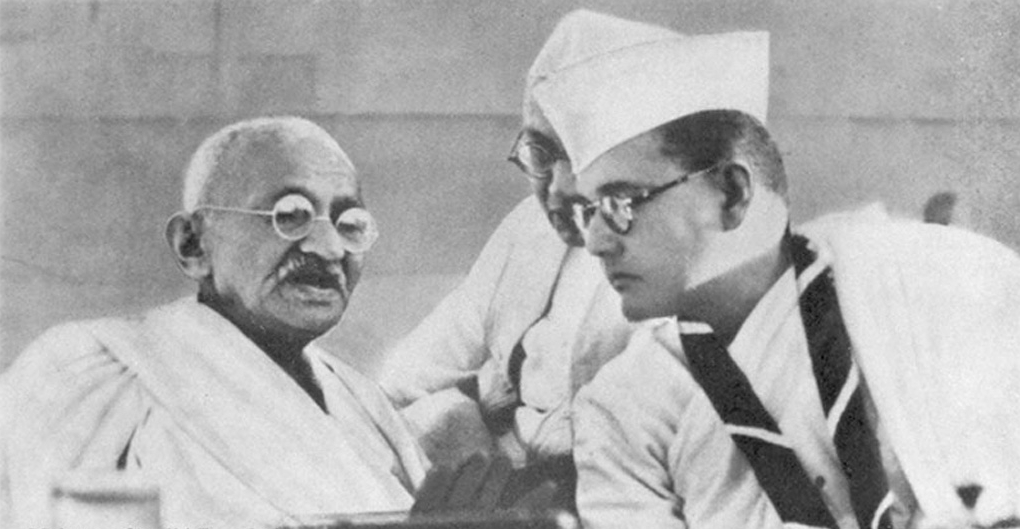
Ганди и С.Ч. Бос в головном уборе Ганди.

Головной убор Ганди имеет белый цвет и сделан из кхади. Был популяризирован Махатмой Ганди во время Индийского национально-освободительного движения. Носить этот головной убор продолжили и после обретения Индией независимости. Впоследствии, он стал символической традицией у политиков и общественных деятелей. Головной убор Ганди носили на протяжении длительной истории во многих штатах Индии, таких как Гуджарат, Махараштра, Уттар-Прадеш и Западная Бенгалия и по-прежнему носит огромное количество людей без какой-либо политической значимости.

## Современная одежда

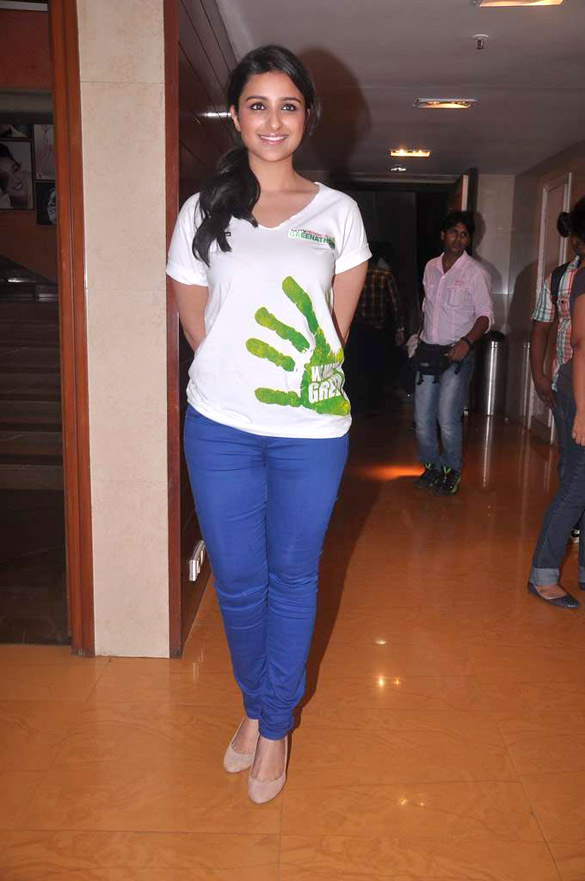
Паринити Чопра в современной одежде западного образца.

Наплыв западной одежды произошёл во времена Британского колониального правления в Индии. Индийские военнослужащие стали носить одежду западного образца из-за её относительного удобства, а также из-за правил, которые были установлены позднее. На рубеже XXI века западная и индийская одежда смешались, создав уникальный стиль одежды для городского населения Индии. Индийские женщины стали носить более удобную одежду, выставки международной моды привели к созданию сплава индийского и западного стилей одежды. Последующая экономическая либерализация создала много рабочих мест, что привело к спросу на униформу.
В настоящее время женская одежда состоит из официальной и повседневной, например, из платьев, штанов, рубашек и топиков. Такая традиционная индийская одежда как курта носится с джинсами как повседневная одежда. Модные дизайнеры в Индии смешали несколько элементов традиционной одежды с обычной западной одеждой, чтобы создать уникальный стиль современной индийской моды. Юбки и джинсы в основном носят женщины во всех городах Индии.

## Галерея

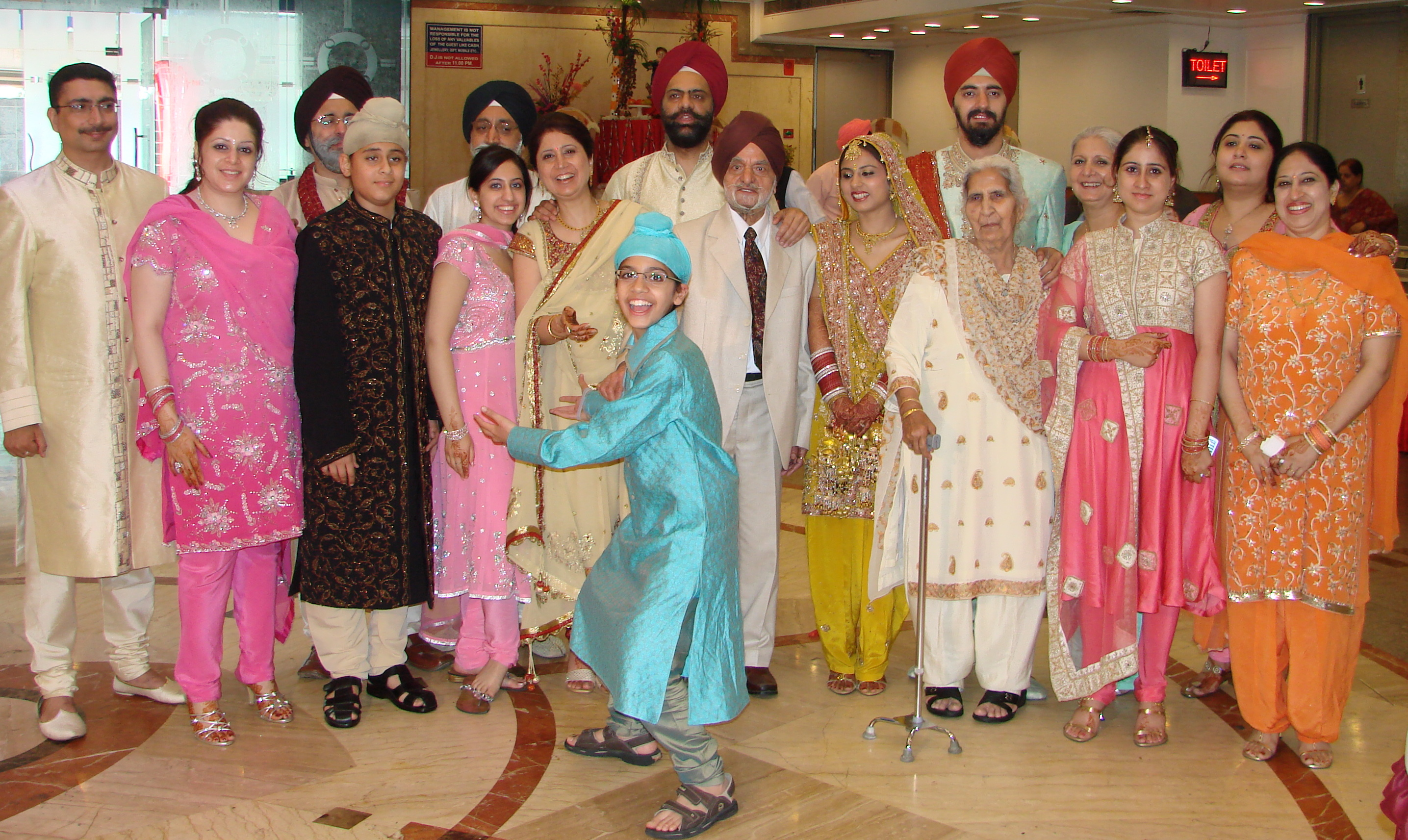
Сикхская семья из Пенджаба на свадьбе.
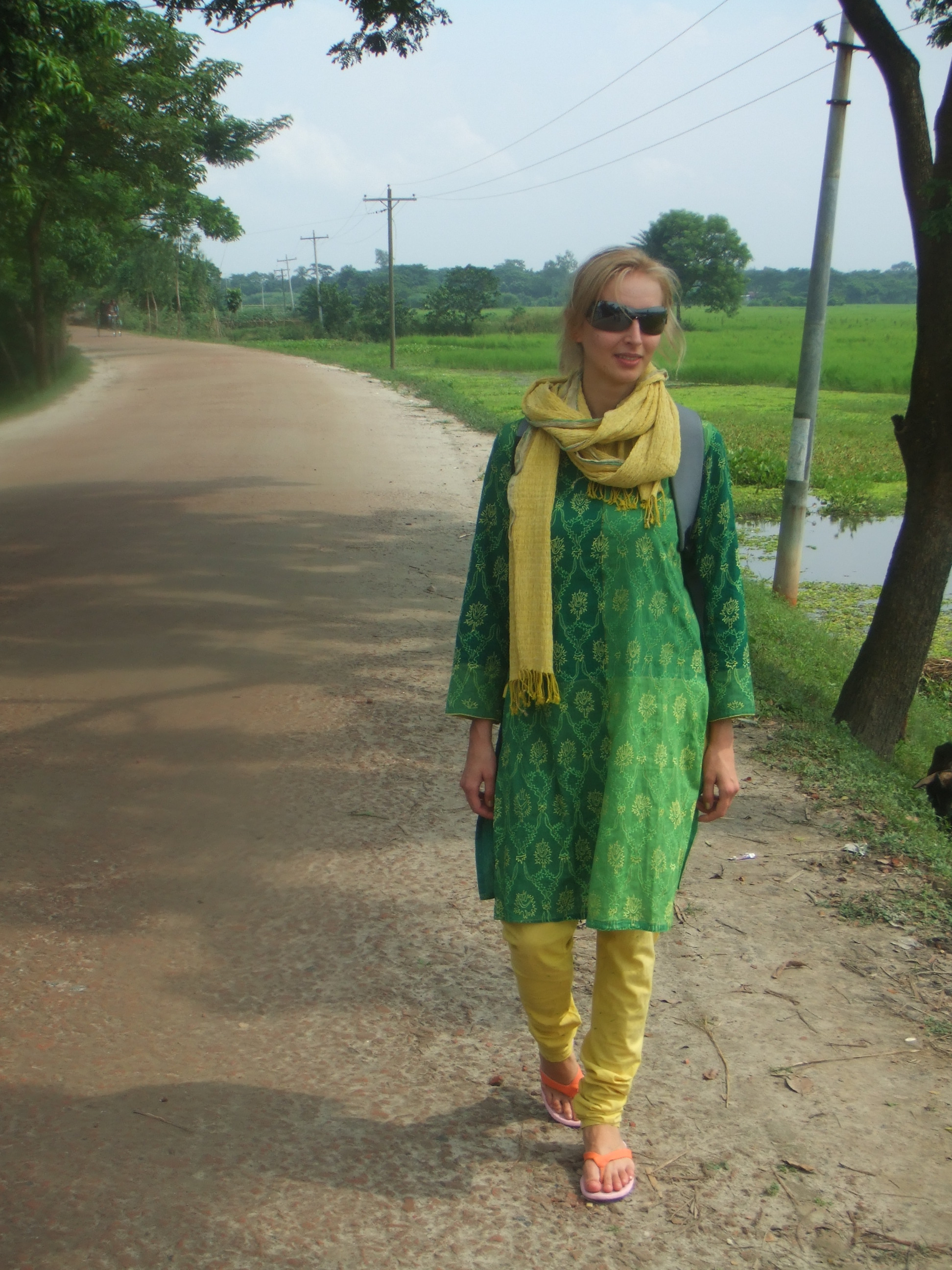
Женщина, одетая в чуридар и камиз.
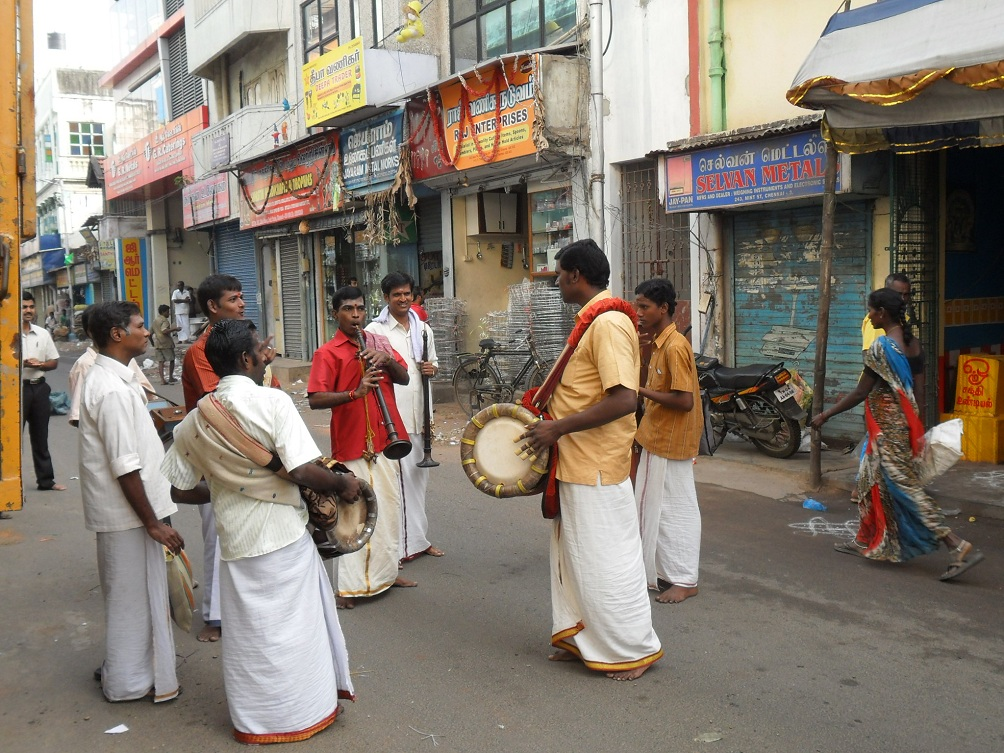
Индийские мужчины, одетые в мунду.
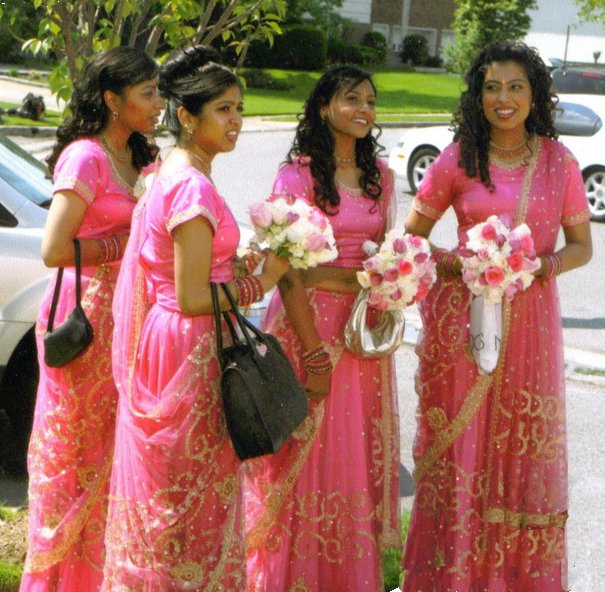
Девушки, одетые в гагра-чоли.
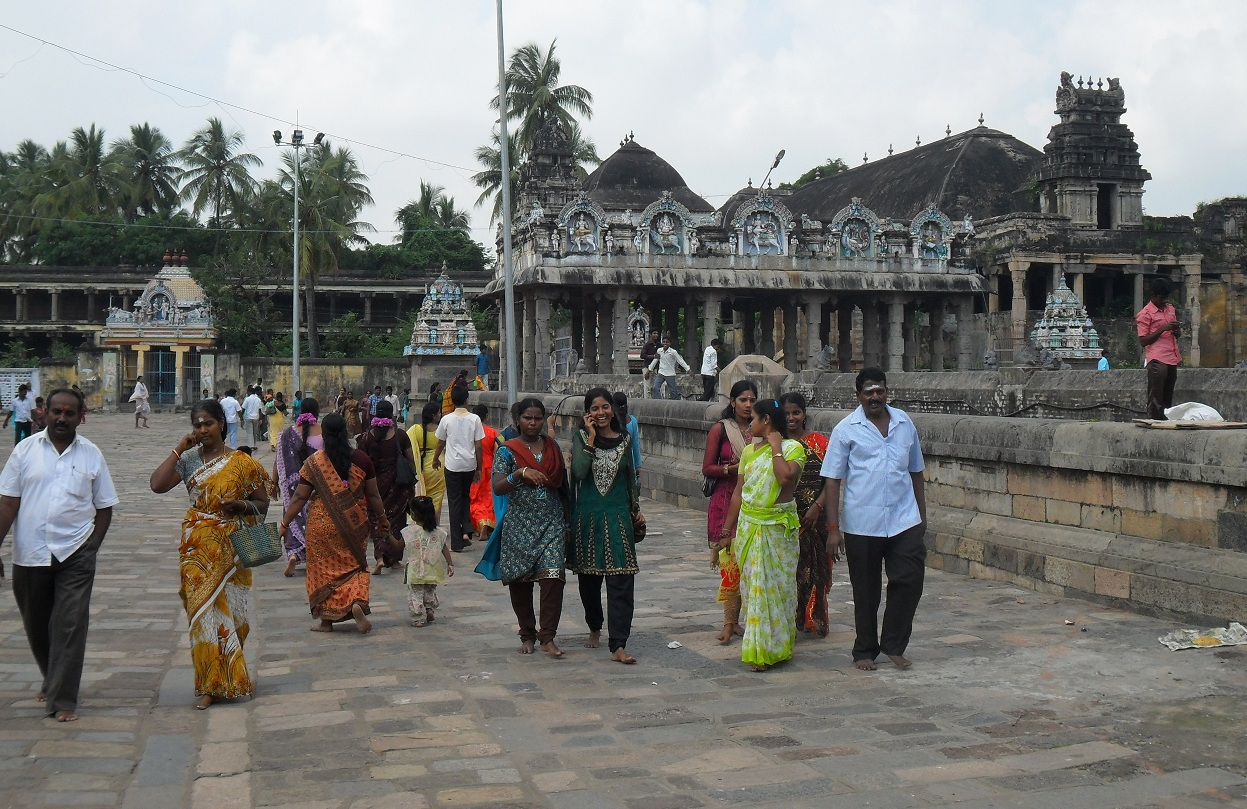
Люди Южной Индии.
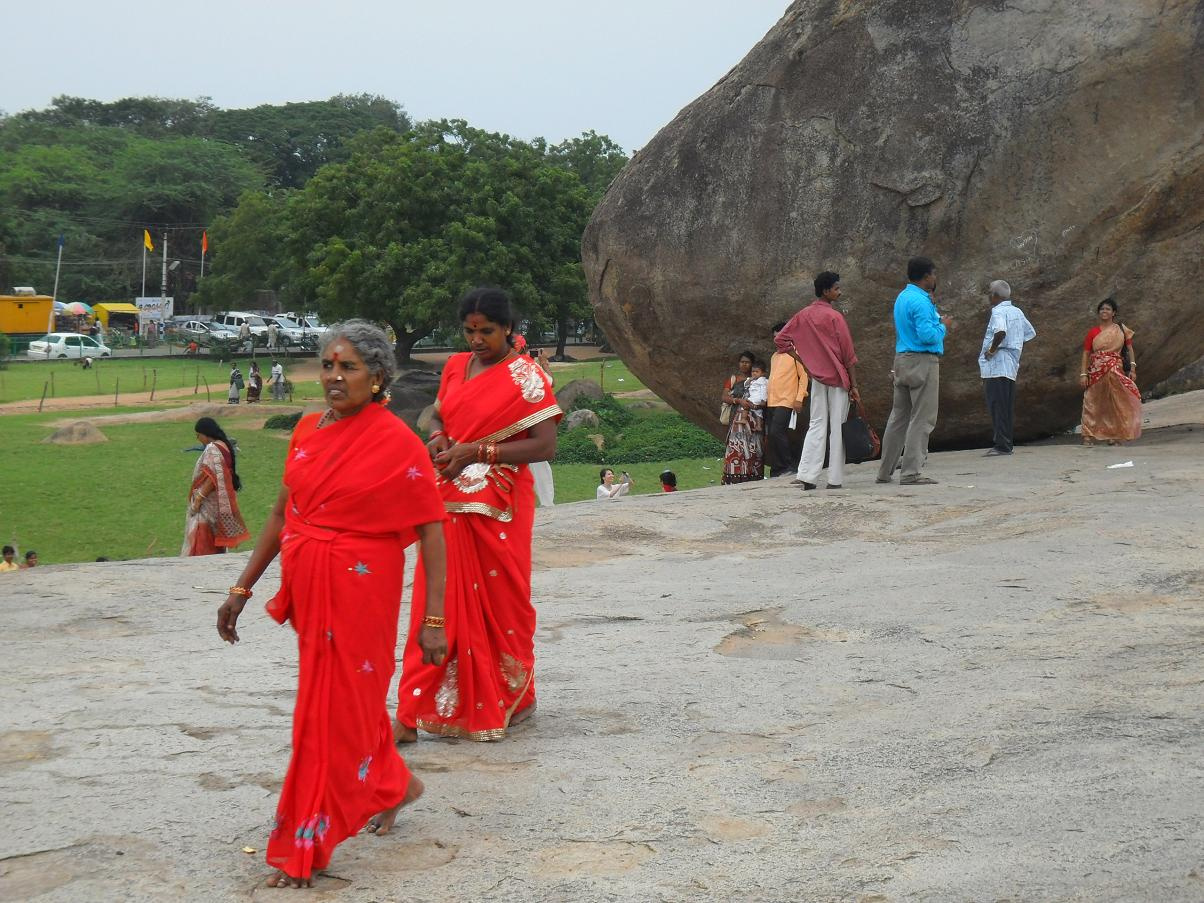
Женщины из Тамилнада.